# Колонцас
Колонцас — река в России, протекает в Омской области. Устье реки находится в 7 км по правому берегу реки Бобровка. Длина реки составляет 17 км. Притоки — Малый Колонцас, Безымянный.

## Данные водного реестра
По данным государственного водного реестра России относится к Иртышскому бассейновому округу, водохозяйственный участок реки — Иртыш от впадения реки Омь до впадения реки Ишим, без реки Оша, речной подбассейн реки — бассейны притоков Иртыша до впадения Ишима. Речной бассейн реки — Иртыш.